# Лоєвці

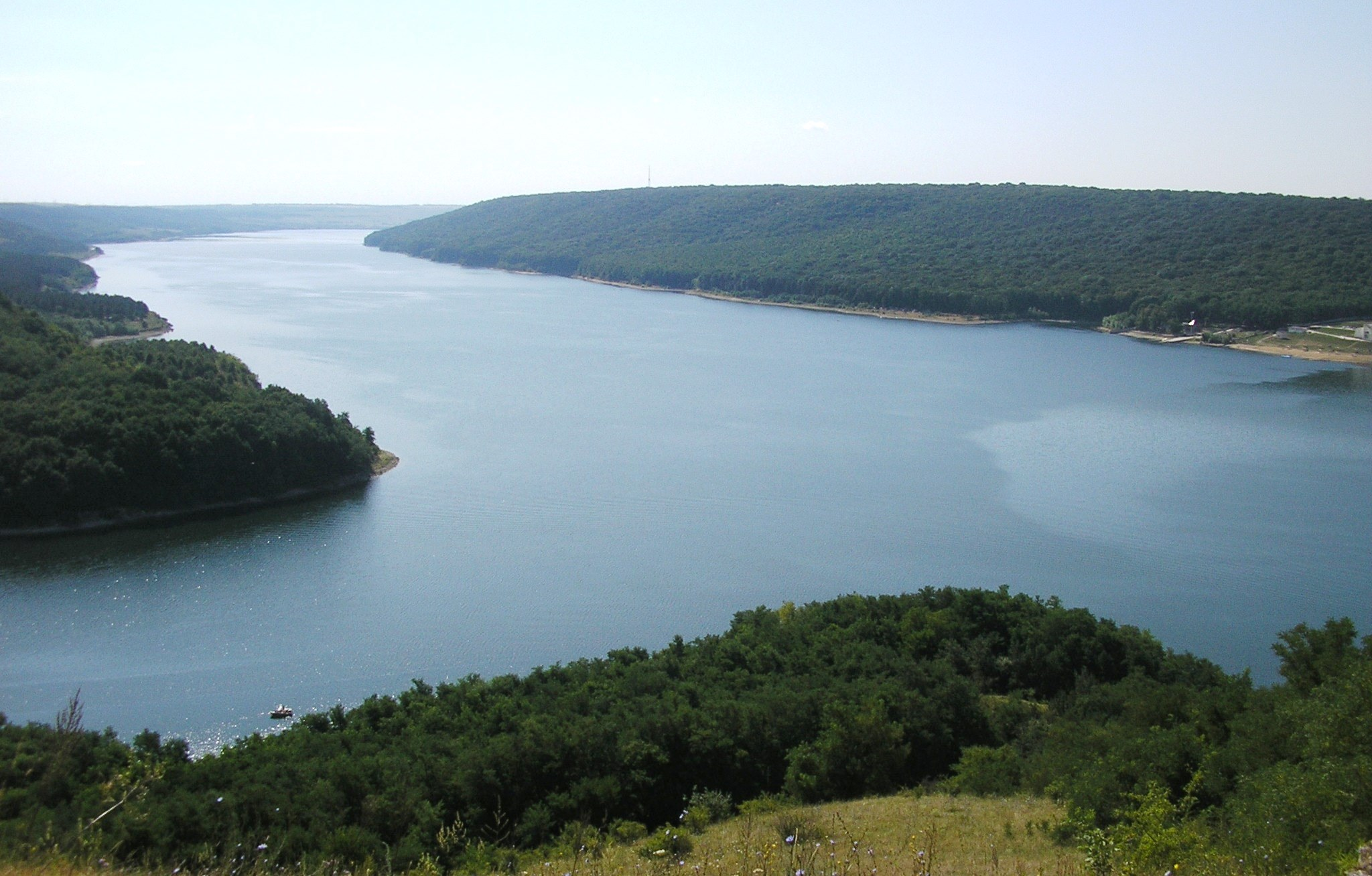
Дністровське водосховище у теперішній час.

Лоєвці (МФА: [Lojeʋt͡si]) — колишнє село у Новоушицькому районі Хмельницької області. До 1970-х років знаходилось на лівому березі Дністра та межувало з Сокирянським районом Чернівецької області. Затоплене Дністровською ГЕС. 27 жовтня 1981 року виключено з облікових даних.

## Історія
Найдавніші археологічні свідчення перебування на території району людей належать добі пізнього Палеоліту (35-10 тис. років тому)
Археологічні розкопки, що відбувалися у 20 ст. виявили сотні стоянок та курганів племінних культур в околицях Лоєвців. Частими на стоянках були знахідки кремнієвих інструментів та зброї, які виготовлялись з каменю на місцевих берегах Дністра.
Також зустрічались значні поклади кераміки та глиняних скульптур, у тому числі ліпного трипільського розписного посуду (IV—III тис. до н. е.).
Перші згадки про село Лоєвці у церковних реєстрах зафіксовано з 15 століття, у 16 — 17 ст. село належало роду Лоєвських.
У 1702 році жителі села брали участь у повстаннях проти поміщиків.
У радянські часи — центр сільської Ради, за 28 км від районного центру і за 50 км від залізничної станції Кам'янець-Подільський. Сільраді були підпорядковані хутори Березівка та Пижівка з прилеглими територіями.
До приєднання Буковини у 1940 році межею села по Дністру був кордон з Румунією.
Наявність кордону була причиною малої смертності у Лоєвцях під час Голодомору. Радянська влада приховувала геноцид перед іноземцями, тому сусідство з Румунією врятувало більшість населення.
Через сприятливу продовольчу ситуацію у село масово приходили голодуючі. Також до села вів підпільний підземний тунель з ближнього хутора Пижівка, по якому транспортували їжу та пересувались люди.
Під час Другої світової війни село було окуповане німецькими військами, молодих жителів села вивозили на примусові роботи остарбайтериами.
На війні, у лавах Червоної Армії загинули десятки жителів села у боротьбі проти нацизму.
Село було відоме найбільшим в Новоушицькому районі колгоспом ім. Жданова, який обробляв 3,1 тис., га орної землі. Виробничий напрям господарства — зернові і технічні культури, м'ясо-молочне тваринництво.
Допоміжні галузі виробництва: бджільництво, овочівництво, садівництво, виноградарство і шовківництво. Колгосп вирощував високі врожаї тютюну (в середньому 14,6 цнт з га).
В селі існували — восьмирічна школа, клуб, бібліотека, фельдшерсько-акушерський пункт, майстерня побутового обслуговування.
Після затоплення населення села мігрувало у прилеглі села Березівку та Пижівку та інші населені пункти Хмельницької області та України.

## Клімат, ландшафт та природні ресурси

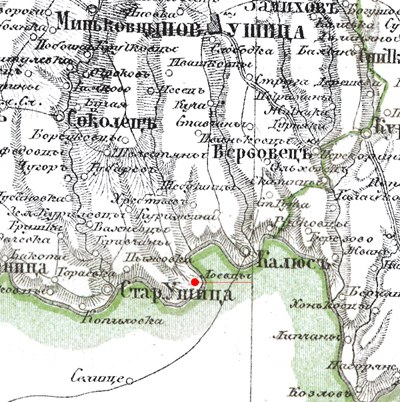
Лоєвці на фрагменті карти Подільської губернії кінця 19 ст

Кліматична зона — Континентальний клімат
Природна зона — Лісостеп
Прилеглі до Лоєвців території є складовою частиною Подільських Товтр.
Саме село знаходиться у Дністровському каньйоні.
Після створення Дністровської ГЕС на схилах Дністровського каньйону відбулась рекультивація та відновлення місцевих лісів.
Тут проживають занесені у Червону книгу України види тварин та рослин. На плато в околицях Березівки та Пижівки наявний ареал рідкісних польових та лугових рослин.
У водосховищі займаються любительським виловом риби. Також в околицях розвиваються відпочинкові бази та яхт-клуб.

## Люди
В селі народився Созанський Вадим Андрійович (1909—1983) — український архітектор.